# الخانكة
الخانكة هي مدينة تابعة لمحافظة القليوبية، بمصر.

## الموقع
مركز الخانكة، مركز إداري مصري. يقع في محافظة القليوبية ضمن إقليم القاهرة الكبرى في جمهورية مصر العربية. القاعدة الإدارية للمركز هي مدينة الخانكة، وتضم كذلك مدينة الخصوص بالإضافة إلي مدينة كفرحمزة.

## التقسيم الإداري
الوحدات المحلية القروية: عدد الوحدات القروية 6 وهي:
- أبو زعبل، الخانكه -
- المنايل، الخانكة -
- سرياقوس، الخانكة -
- الخصوص، الخانكة -
- القلج، الخانكة -
- الجبل الاصفر، الخانكه.

## التسمية
تعد مدينة الخانكة  من أقدم المدن المصرية التي لها تاريخاً طويلاً. وينسب أسم الخانكة إلي الخانقاه التي انشأها الناصر محمد بن قلاوون في مكان المدينة الحالية. وذلك سنة 725 هجرية كان يطلق عليها الخانقاه السرياقوسية، وتعنى هذه الكلمة مكان العبادة باللغة الفارسية. وهي إحدى أنواع المبانى في العمارة إسلامية التي يطول مدة إقامة الأشخاص فيها من أمثال المتصوفين فهي تستخدم في إقامة الشعائر الدينية والسكن وكذلك تدريس العلوم والمذاهب الدينية، تحرف الأسم مع مرور الزمن للتسهيل في النطق حتي أصبح اسمها الخانكة.
أهم معالمها الشارع الجديد والمحطة والقسمية يوم الخميس جامع أبو مترد جامع الاشرف المحكمة ومستشفى الامراض العقلية